# 岡村平兵衛
岡村平兵衛（おかむら へいべえ、嘉永5年6月27日（1852年8月12日） - 昭和9年（1934年））はプロミン以前の治癩薬、大風子油の最良の製品を泉州堺の岡村製薬所で製造し、広く用いられた。また彼は自宅で患者を救済し、その数は千数百人に達したという。

## 生涯
- 嘉永5年（1852年）6月27日、大坂の呉服商の子供として生まれた。明治6年（1873年）油の製造をしていた岡村家の長女小照と結婚、岡村平兵衛を襲名した。当時は堺で誰一人知らない人のない有名人で身長188センチ、一本杉と名乗って素人相撲の大関をはり、剣は千葉道場門下の宮和田光胤について免許皆伝、体力抜群、80歳を過ぎてもなお五斗俵を担いだと言い伝えられている。

- 明治21年（1888年）、行き倒れた悲惨な癩患者を救い、その後自宅で救済した人は千数百人に達した。所蔵の本草書を調べて大風子油の有効性を知り、道修町の塩野儀三郎から大風子を求めお手の物の製油技術を駆使して大風子油の製造を始めたところ著名な効果がえられた。雑誌の広告によると明治25年（1892年）の事と思われる。明治34年（1901年）自宅での救済は中止した。最後の患者は御殿場の復生病院に自ら背負って届けたという。昭和19年（1944年）、原料の輸入がとまり、プロミンが使われるようになって大風子時代は終了した。1934年没。享年82。

## 大風子油の有効性
- 大風子というのは西はセイロン島よりインド、マレー半島、東は中国の広西省に分布するイイギリ科のヒドノカルプス属の常緑小潅木の種子で、10世紀またはそれ以前のインドのヴェーダ（経典）にこれを食べてらいが治癒したという記載がある。その薬理作用はらい菌の成長阻止作用、マウスのフットパッド法でらい菌の増殖を抑えるとある。後藤昌文は清血練という薬に本剤を使用した。第13回日本らい学会で上川豊は九州療養所で約30%に軽快を認め[1]楽泉園では56.6%の軽快率、全生園では50ないし80%の軽快率を報告している。綱脇龍妙も軽快例を報告している。しかし、プロミン出現後に検討され効果がないという報告もある。[2]プロミン発見以前では唯一の有効と考えられた薬剤であり、液状にして筋肉内に注射をするのが通常であるが、その他に種々の使い方も研究されていた。前に述べた上川は再発しやすいと述べている。

## 文献
- 治らい剤「大風子油」と十九世瑞碩岡村平兵衛(1986) 佐久間温巳、日本医事新報 3239号
- 泉州堺岡村家訪問記(1937) 宮川量 「愛生」第6巻7号